# Мирза Бахыш Надим
Мирза Бахыш Надим (азерб. Mirzə Baxış Nadim; 1785, Наваги, Навагинский магал, Джавадское ханство — 1880, Наваги, Джеватский уезд, Бакинская губерния, Российская империя) — азербайджанский поэт и сатирик XIX века.

## Биография
Мирза Бахыш Надим родился в 1785 году в селе Наваги, в религиозной семье. Однако его предки были из Шемахы. Его отец, Молла Асадулла, был непредубежденным образованным человеком своего времени. Первое образование поэт получил в семье от отца, затем отправился в Шемахы и учился в медресе, выучил персидский и арабский языки. Надим, проживший бедную жизнь, на себе испытал всю тяжесть своего времени и всегда жаловался на него. Надим пользовался большим уважением и авторитетом среди односельчан за то, что боролся с беками и царскими чиновниками, притеснявшими жителей села Наваги. Односельчане часто обращались к нему за советом. В его время было множество земельных вопросов между землевладельцами и крестьянами. В таких случаях Мирза Бахыш отправлялся в диван Шемахы, Сальяна и Баку и месяцами отстаивал права крестьян, пока не решит проблему. Это вызывало недовольство к поэту со стороны правительственных кругов. Долгие годы он работал писарем села Наваги, за что был прозван Мирзой. В старости Надим был отстранён от должности и долгие годы оставался безработным. Через некоторое время Мирза Бахыш стал водным старостой реки Пирсаат, однако был недоволен своей работой. Поэт скончался в 1880 году в селе Наваги и был похоронен там же.

## Творчество
Мирза Бахыш Надим как и большинство его современников писал и в стиле усного ашугского творчества, и в стиле классических стихов. Его творчество включает большое количество гошма, герайлы, газелей, мухаммасов, тарджибендов, таркиббендов, хаджв и сатир. Его сатиры «1879-cu ildə Navahı və ətraf kəndində düşən böyük aclıq ili» («Великий голодный год в Наваги и соседнем селе в 1879 году», «Qışın təsviri» («Описание зимы»), «Ala cöngə» («Пестрый бычок»), «Mirablıq» («Работа водного старосты») против беков и ханов принесли ему широкую известность. В некоторых своих лирических стихотворениях поэт сетует на трагедию времени, описывая свое несправедливое заточение, скитание вдалеке от родины, тоску по семье и родственникам. Мирза Бахыш Надим участвовал в поэтических состязаниях со своими современниками — с Заманоглу Моллой Ибрагимом Аси и Мухамедали-беком Мугани, переписывался со своими близкими друзьями Мешади Зейнал из Дербента и Махмуд-агой из Шемахы.
Одним из значимых произведений Надима является историческая поэма, описывающая завоевание Российской империей Гянджинского, Ширванского, Бакинского, Губинского, Эриванского и Дербентского ханств. Он описывает различные кровавые боевые сцены Азербайджанских ханств, завоевание Гянджи, угнетение и грабеж азербайджанских крестьян. Поэт также описывал тяжелую и трудную жизнь народа, в отрывках сетовал на свои финансовые затруднения. В своих сатирах «Misir nəvəsi İmamverdi» («Египетский внук Имамверди»), «Murad xan» («Мурад-хан»), «Kərbəlayı» («Кербелаи»), («Mahmud») «Махмуд» поэт выступал против кулаков, лишивших права жнецов и оставивших людей без воды. В стихотворении, адресованном старому батраку по имени Махмуд, он выразил свою ненависть и гнев против эксплуататорских правящих классов деревни. В этом сатирическом произведении, имеющем глубокий социальный смысл, он показал безграничное господство эмиров, крестьян, работающих как скот вместо лошадей, и бесконечный гнёт и насилие феодального строя. Точно так же, как Надим писал сатиры на ханов и духовенство, он также критиковал царскую власть в своих отдельных стихах и письмах. Он выступал против коррумпированных правителей и правил царизма в Азербайджане.  Такими сатирическими речами Надим духовно близок к поэту Гасым-беку Закиру и сыграл роль в развитии сатирической поэзии.